# Hans Jacob Hallström

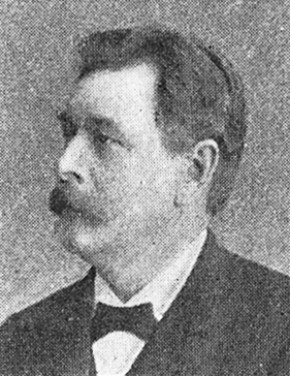
Hans Hallström.

Hans Jacob Hallström, född 25 mars 1840 i Lilla Malma församling, Södermanlands län, död 5 maj 1901 i Hedvig Eleonora församling, Stockholm
, var en svensk arkitekt och byggmästare verksam i Stockholm.
Alternativt kan han vara född vid Hellefors bruk men källa saknas.

## Biografi
Hallström studerade vid Slöjdskolan i Stockholm och genomgick utbildning vid Akademien för de fria konsterna. Mellan 1861 och 1862 studerade han byggfacket i Tyskland och Frankrike. 1862 började han egen verksamhet i Stockholm. I september 1892 godkändes han som byggmästare av byggnadsnämnden i Stockholm. 
Bland hans kända och idag fortfarande existerande byggnader märks gamla Grand Hôtel på Blasieholmen från 1873, före detta Tomteboda blindinstitut som han uppförde 1884-1887 och huset vid Storgatan 28 på Östermalm vilket han byggde 1897-1899 för apotekaren Ingemar Kerfstedt och som inrymmer Apoteket Storken.
Hellman fann sin sista vila på Solna kyrkogård där han gravsattes den 12 maj 1901.

## Arbeten i urval
Här uppges ursprungliga, vid tiden gällande gatuadresser och fastighetsbeteckningar.

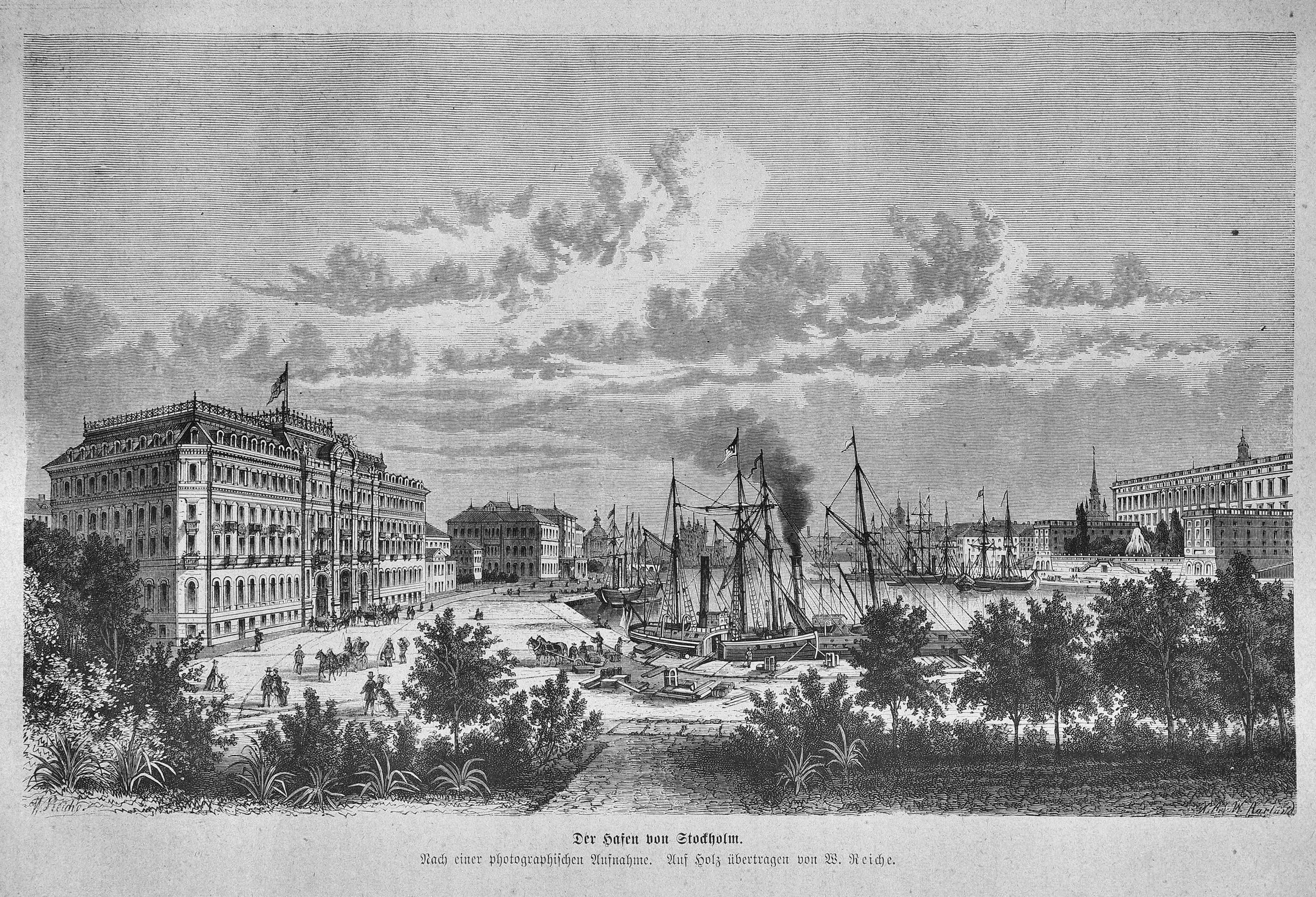
Grand Hôtel, Stockholm, 1875.

- Stockholms Mineraloljefabrik, Fabriksgränd 62-63 (1862-1863)
- Thorman & Hagströms affärshus, Österlånggatan (1864-1865)
- Garvare A.W. Lundins privathus och fabriker, Garvaregatan (1865-1866)
- Svea Ingenjörbataljons förrådsbyggnad, Hantverkargatan (1865-1866)
- Pilen 2, Vasagatan 11, Klara gamla folkskola (1870-1871)
- Blasieholmen 17 och 18, Södra Blasieholmshamnen 6, Grand Hôtel  (1872-1873)
- Havssvalget 7 och 8, Artillerigatan 16 och 18 (1881-1884)
- Tomteboda blindinstitut  (1884-1887)
- Kråkan 8, Roslagsgatan 65, Johannes skola (1890-1891)
- Stockholms sjukhem, Hantverkargatan (1890-1891)
- Karbaten 10, Grevgatan 3, (1894-1895)
- Styrmannen 30, Storgatan 28 / Styrmansgatan 24, inhyser Apoteket Storken (1897-1899)

### Bilder, arbeten i urval

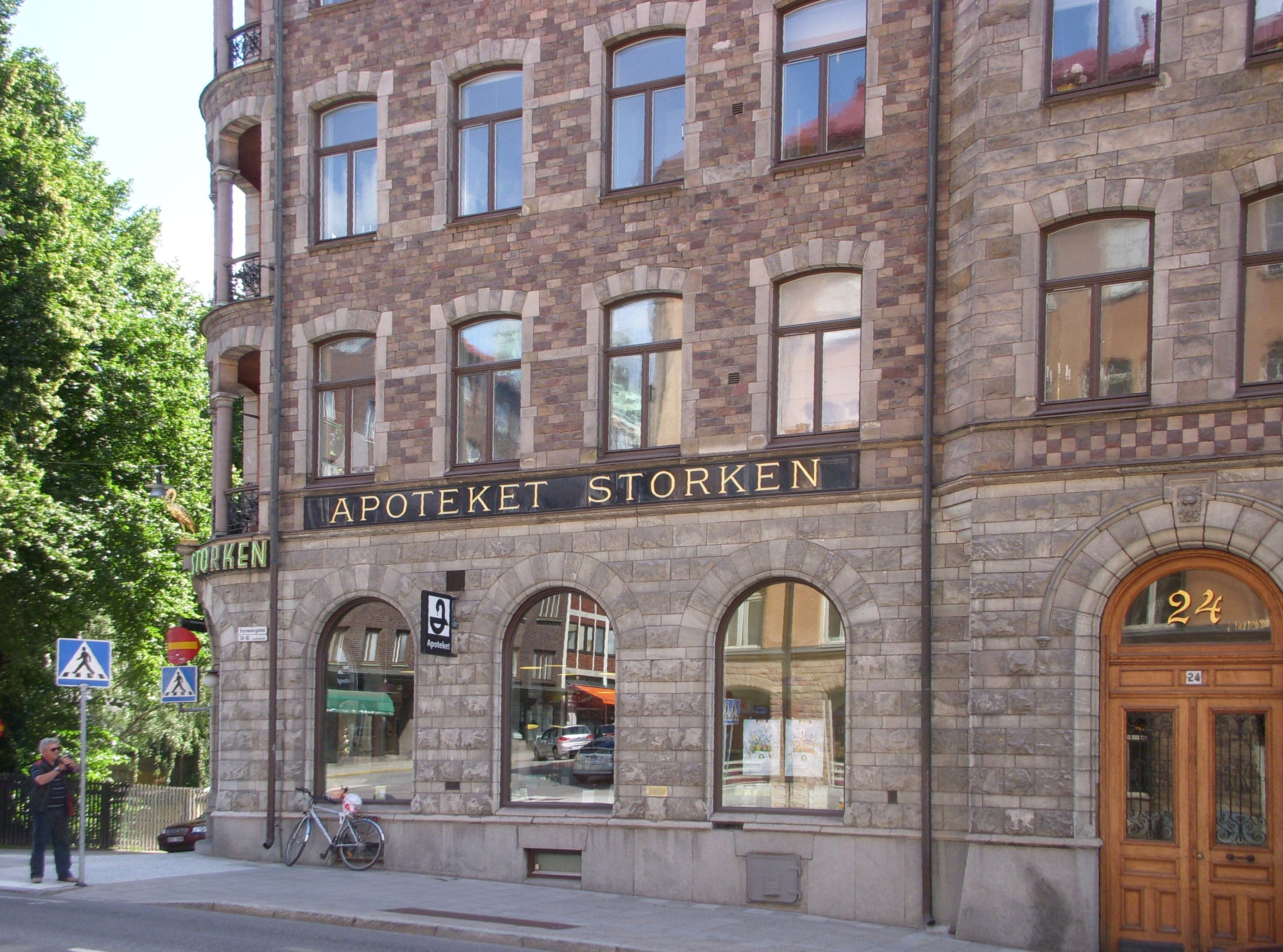
Styrmansgatan 24 / Storgatan 28, med Apoteket Storken.
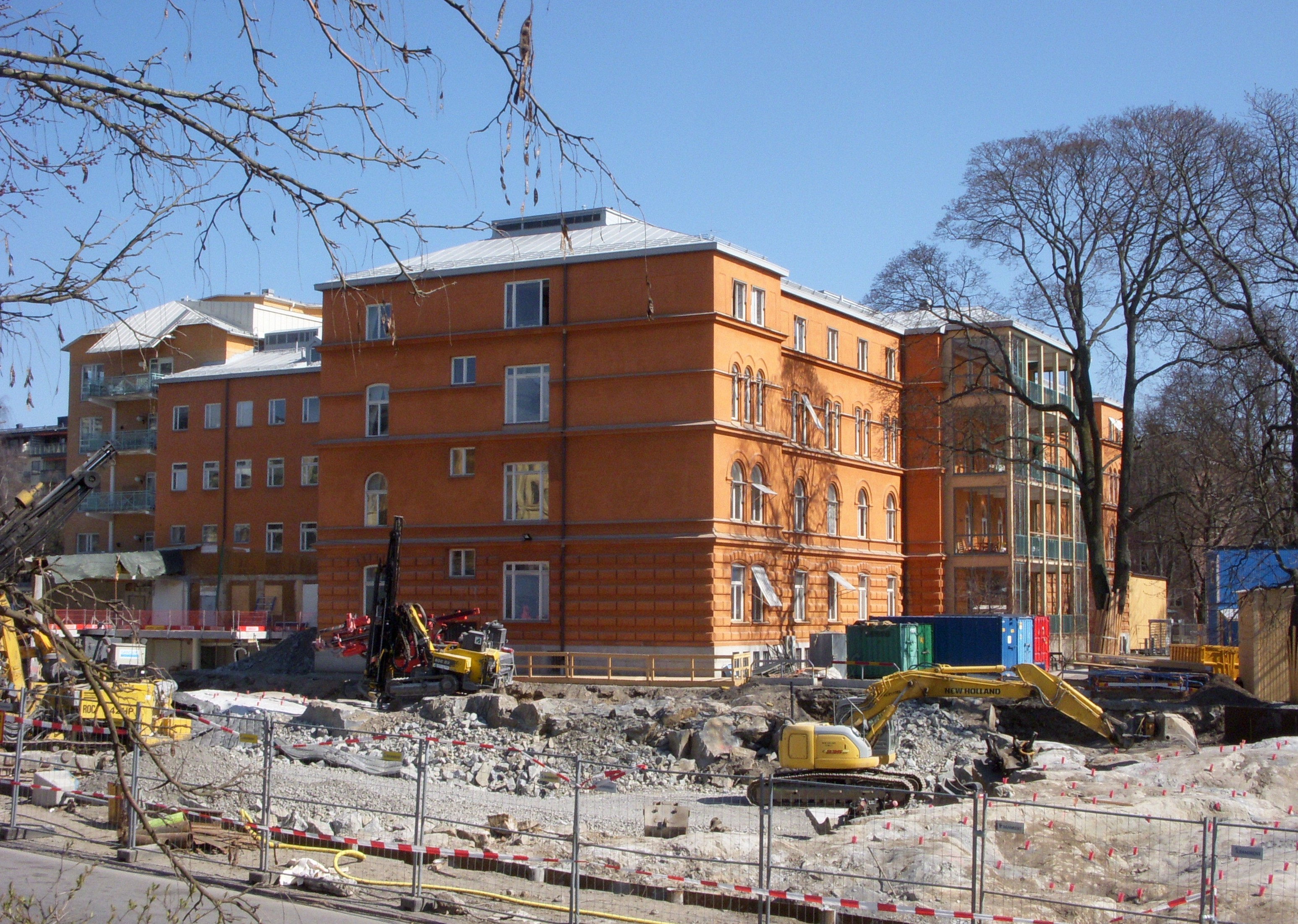
Stockholms sjukhem.
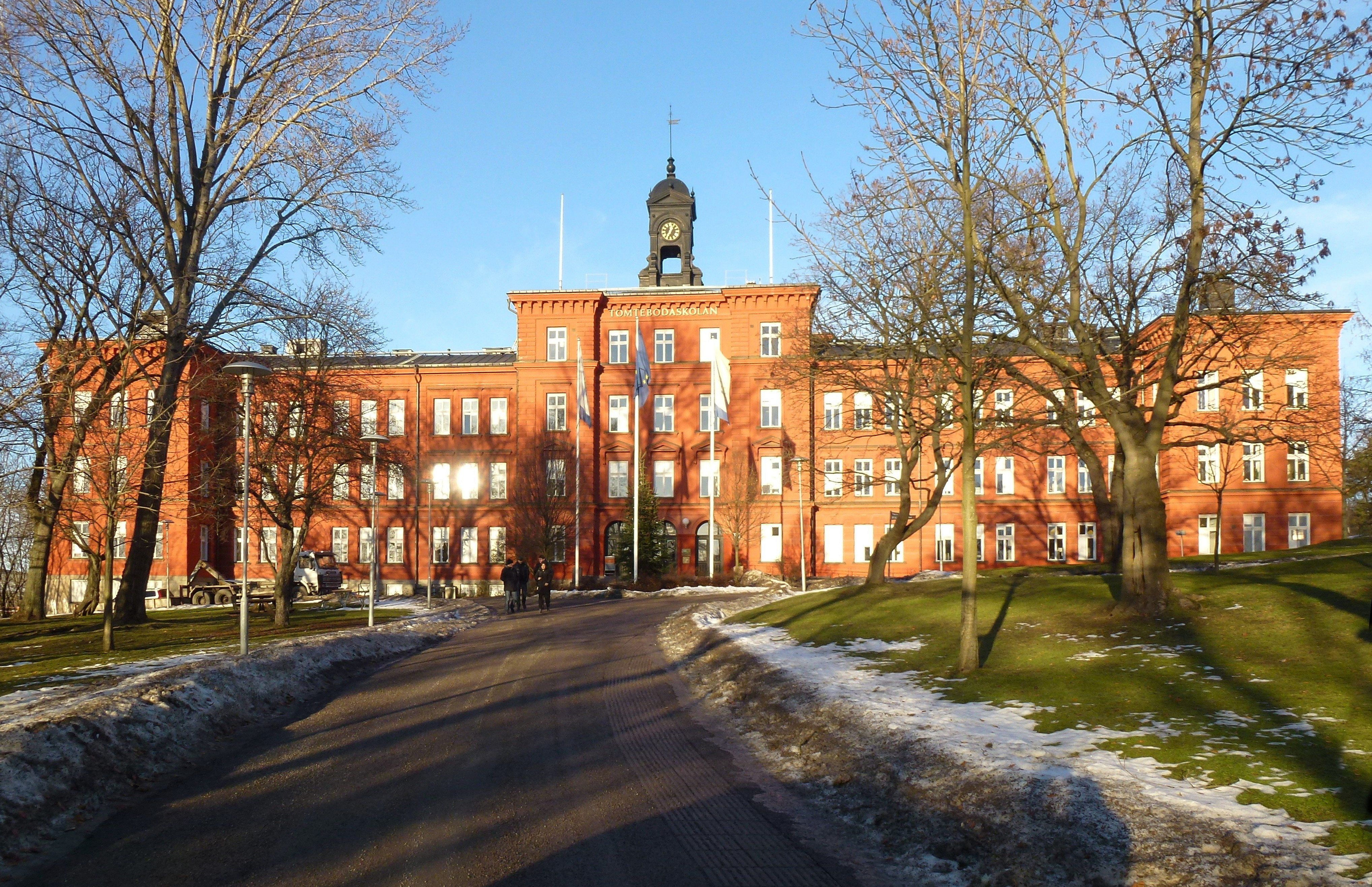
Tomtebodaskolan.
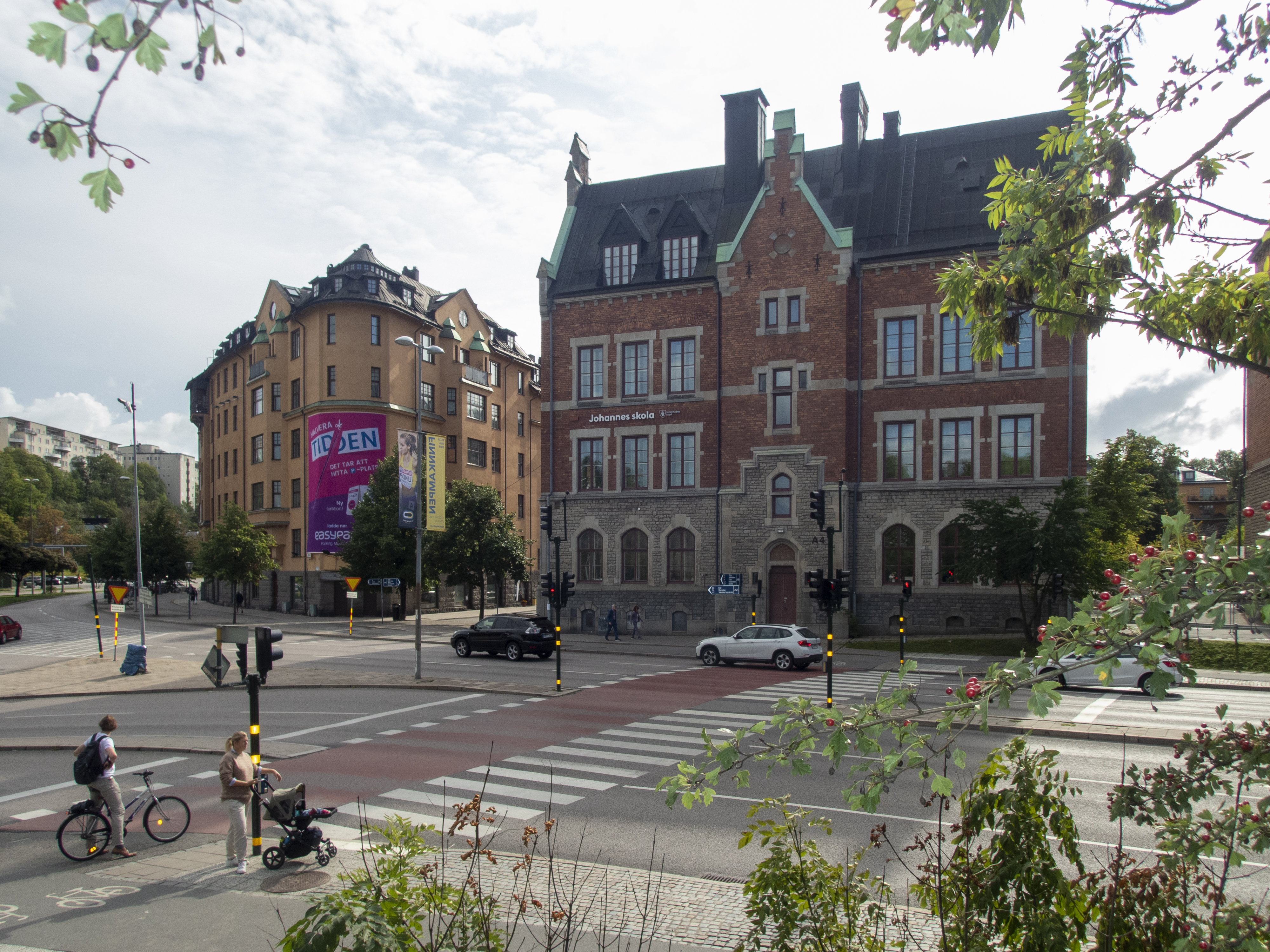
Johannes skola.